# ألفرد جوردن
ألفرد جوردن (بالإنجليزية: Alfred Jordan)‏ (1 يناير 1900 ببلفاست في المملكة المتحدة - 1 يناير 1969) هو لاعب كرة قدم بريطاني (وحمل سابقاً جنسية المملكة المتحدة لبريطانيا العظمى وأيرلندا) في مركز الدفاع. لعب مع ستوك سيتي ونادي بريستول روفيرز ونادي دوندالك وهال سيتي وWillowfield F.C. ‏.